# لئون کلاسن
لئون کلاسن (روسی: Леон Классен؛ زادهٔ ۲۹ مهٔ ۲۰۰۰) بازیکن فوتبال اهل روسیه است.
از باشگاه‌هایی که در آن بازی کرده‌است می‌توان به باشگاه فوتبال اسپارتاک مسکو، باشگاه فوتبال تیرول، و باشگاه فوتبال مونیخ ۱۸۶۰ اشاره کرد.
وی همچنین در تیم‌های ملی فوتبال Russia national under-17 football team, Russia national under-18 football team, Russia national under-19 football team، و زیر ۲۱ سال روسیه بازی کرده‌است.